# エドワード・ブルース (第10代エルギン伯爵)
第10代エルギン伯爵・第14代キンカーディン伯爵エドワード・ジェイムズ・ブルース（英: Edward James Bruce, 10th Earl of Elgin, 14th Earl of Kincardine KT, CMG, TD, JP、1881年6月8日 - 1968年11月27日）は、イギリス・スコットランドの貴族。

## 経歴
1881年6月8日、第9代エルギン伯爵ヴィクター・ブルースとその妻コンスタンス（初代サウスエスク伯爵ジェイムズ・カーネギーの娘）の間の長男として生まれる。
イートン校を経てオックスフォード大学ベリオール・カレッジへ進学。
1905年から1908年にかけて植民地大臣を務める父の秘書官を務めた。第一次世界大戦に従軍し、2度殊勲者公式報告書に名前が載る活躍をした。
1917年1月18日の父の死去で爵位を継承し、貴族院議員に列する。
1921年から1924年までフリーメイソンのスコットランド・グランドロッジ・グランドマスターを務めた。1935年から1965年までファイフ知事を務めた。
1968年11月27日に死去した。爵位は長男のアンドルーが継承した。

## 栄典

### 爵位
1917年1月18日の父ヴィクター・ブルースの死去により以下の爵位を継承した。
- 第10代エルギン伯爵 (10th Earl of Elgin)
(1633年6月21日の勅許状によるスコットランド貴族爵位)
- 第14代キンカーディン伯爵 (14th Earl of Kincardine)
(1647年12月26日の勅許状によるスコットランド貴族爵位)
- キンロスの第10代ブルース卿 (10th Lord Bruce of Kinloss)
(1633年6月21日の勅許状によるスコットランド貴族爵位)
- トーリーの第14代ブルース卿 (14th Lord Bruce of Torry)
(1647年12月26日の勅許状によるスコットランド貴族爵位)
- エルギンの第3代エルギン男爵 (3rd Baron Elgin, of Elgin)
(1849年11月13日の勅許状による連合王国貴族爵位)

### 勲章
- 1919年、聖マイケル・聖ジョージ勲章コンパニオン(CMG)
- 1933年、シッスル勲章ナイト(KT)
- 国防義勇軍勲章（英語版）(TD)[1]

## 家族
1921年にキャサリン・コクラン（初代カルツのコクラン男爵トマス・コクランの娘）と結婚し、彼女との間に以下の6子を儲けた。
- 第1子（長女）マーサ・ヴェロニカ・ブルース（1921年 - ）
- 第2子（次女）ジェーン・キャサリン・ブルース（1923年 - ）
- 第3子（長男）アンドルー・ダグラス・アレグザンダー・トマス・ブルース（1924年 - ） - 第11代エルギン伯爵位を継承。
- 第4子（次男）ジェイムズ・マイケル・エドワード・ブルース（1927年 - 2013年）
- 第5子（三女）アリソン・マーガレット・ブルース（1931年 - ）
- 第6子（三男）エドワード・デイヴィッド・ブルース（1936年 - ）